# ンめねこ
『ンめねこ』は、しりもとによる日本の漫画作品。また、その漫画の主人公である猫のキャラクター。愛媛県に本社を置くヒューネットに在籍する原作者がX（旧Twitter）で公開している漫画作品で、主人公のンめねこと友達のうすくろの2匹による日常を描く内容。
ヒューネットでキャラクターグッズを製作しており、2025年1月にはアニメ化が発表された。同年4月より、TBSテレビでショートアニメとして放送中。また、アニメ化に合わせて『BE・LOVE』（講談社）にて2025年5月号から7月号まで、短期集中連載として描き下ろし漫画の連載が行われたほか、『なかよし』『別冊フレンド』（いずれも講談社）でも出張連載された。

## 登場キャラクター
声の項はテレビアニメ版の声優。
ンめねこ
声 - 潘めぐみ
主人公の白猫。明るく行動的な性格で、食べるのが大好き。
うすくろ
声 - 下野紘
ンめねこの友達の黒猫。沈着冷静で、ンめねこを傍から見守っている。

## 書誌情報
- しりもと 『ンめねこ』 講談社〈ワイドKC〉、既刊1巻（2025年5月13日現在）
  1. 2025年5月13日発売[13]、ISBN 978-4-06-539543-1

## テレビアニメ
2025年4月4日からTBSテレビにて放送中。約1分半のショートアニメとして制作される。

### 製作
TBSテレビの片山悠樹プロデューサーによると、アカツキメディアスタジオの樋渡昇一郎プロデューサーと出会って共同で企画をしようと意気投合し、様々なメディアをチェックして「ンめねこ」を見つけ、原作者のしりもとに話を持ち掛けたことでアニメ化企画が始まった。しりもとが所属するヒューネットの兵頭慶太プロデューサーは、連載開始から1年も経たぬうちにアニメ化の話が出てきたことに驚いたという。

製作にあたり大切にしたことについて、片山と兵頭はそれぞれ次のように話している。
この第1話については樋渡がアニメの制作側として思い入れがあるエピソードとして挙げており、「かわいさと原作サイドの方との調和していく作業がやっと実ったなと思ったのが第1話だった」と話している。

### プロモーション
プロモーション活動について片山は、「グッズ、キャラクタービジネスが重要になってくる作品です。原作元様と一緒に国内外に展開していこうとしています。アニメを長く続けていく中で浸透していくと良いなと思っています。」と話している。

#### 『ンめねこ』に見るTBSテレビのアニメ戦略
約1分半のショートアニメとして制作される本作品は、TBSテレビがショートアニメに挑戦するきっかけにもなっている。
近年アニメにより力を入れているTBSテレビは、2023年10月には日曜16時30分台に、2024年1月には木曜23時56分台にそれぞれTBS系列全国ネットのアニメ枠を新設。同局では、先述の23時56分台と金曜0時26分台の『スーパーアニメイズムTURBO』枠（毎日放送制作・TBS系列全国ネット）の2本に加え、1時台に関東ローカルで2本のアニメを放送し、計4本のアニメを木曜深夜に放送する番組編成を組んでいる。このようにした理由について片山は、「木曜深夜にアニメを見てくださっている方が、流れで楽しめる環境を作ろうと考えました」としている。
そんな中、TBSテレビがショートアニメに挑戦した背景には、TikTokやInstagramのリール、YouTube ShortsなどといったSNSの短尺コンテンツが広まっているという昨今の現状があった。これまでの30分アニメや劇場アニメで獲得した子どもやコアなファン以外にもターゲットを広げ、ジャンルや世代にとらわれず幅広い視聴者層に向けてアピールしようと試みている。

今後のショートアニメの制作にも意欲的な姿勢を見せている片山は、インタビューの中で次のように語っている。

### 反響・評価
ライターのHonda Yuukiは自身の記事で本作品について、「セリフを極力使わず絵で魅せる原作とは異なり、よく喋る2人による、賑やかなアニメーションが特徴だ。原作とは異なる雰囲気を楽しむことができる。」と評している。

### スタッフ
- 原作 - しりもと[3]
- 監督・絵コンテ - 日野トミー[3]
- 脚本・シリーズ構成 - 白坂英晃[3]
- アートディレクター - 野口里美、厚石瑞季
- 音響監督 - 村松久進
- 音響制作 - Ally
- 劇伴制作 - Junxix.、Kazuboy.
- 音楽プロデューサー - Junxix.
- 音楽制作 - JeAC
- プロデューサー - 片山悠樹、兵頭慶太、樋渡昇一郎
- アニメーションプロデューサー - 柳澤麗
- アニメーション制作 - アカツキメディアスタジオ[注 1]
- 製作 - 「ンめねこ」製作委員会

### 主題歌
「Wish」
荒井麻珠によるテーマソング。作詞はJunxix.、作曲はJunxix.、編曲はKazuboy.。
「ネギソルジャー」
初音ミクによる第20話のテーマソング。作詞・作曲はゆこぴ。

### 各話リスト
| 話数   | サブタイトル           | 脚本     | 絵コンテ   | 初放送日      |
| ------ | ---------------------- | -------- | ---------- | ------------- |
| 第1話  | おはなみおいしい       | 白坂英晃 | 日野トミー | 2025年 4月4日 |
| 第2話  | ましゅまろやいたら     | 白坂英晃 | 日野トミー | 4月11日       |
| 第3話  | さきにたべてね         | 白坂英晃 | 日野トミー | 4月18日       |
| 第4話  | あたらしいであい       | 白坂英晃 | 日野トミー | 4月25日       |
| 第5話  | はんぶんこ             | 白坂英晃 | 日野トミー | 5月2日        |
| 第6話  | みるくちょうだい       | 白坂英晃 | 日野トミー | 5月9日        |
| 第7話  | すべすべおはだ         | 白坂英晃 | 日野トミー | 5月16日       |
| 第8話  | からしでおかわり       | 白坂英晃 | 日野トミー | 5月23日       |
| 第9話  | こころでこねたら       | 白坂英晃 | 日野トミー | 5月30日       |
| 第10話 | てるてるぼうず         | 白坂英晃 | 日野トミー | 6月6日        |
| 第11話 | かぜをひいたンめねこ   | 白坂英晃 | 日野トミー | 6月13日       |
| 第12話 | かぜをひいたうすくろ   | 白坂英晃 | 日野トミー | 6月20日       |
| 第13話 | ンめねこのぼうけん     | 白坂英晃 | 日野トミー | 6月27日       |
| 第14話 | うすくろちがい         | 白坂英晃 | 日野トミー | 7月4日        |
| 第15話 | おいしいすいぞくかん   | 白坂英晃 | 日野トミー | 7月11日       |
| 第16話 | あめとわたあめ         | 白坂英晃 | 日野トミー | 7月18日       |
| 第17話 | ンめねこをさがせ       | 白坂英晃 | 日野トミー | 7月25日       |
| 第18話 | うすくろのぼうけん     | 白坂英晃 | 日野トミー | 8月1日        |
| 第19話 | むしにさされても       | 白坂英晃 | 日野トミー | 8月8日        |
| 第20話 | ミクちゃんとなつフェス | 白坂英晃 | 日野トミー | 8月15日       |

### 放送局
| 放送期間       | 放送時間                     | 放送局    | 対象地域   | 備考                |
| -------------- | ---------------------------- | --------- | ---------- | ------------------- |
| 2025年4月4日 - | 金曜 1:58 - 2:04（木曜深夜） | TBSテレビ | 関東広域圏 | 製作参加 / 字幕放送 |

| 配信開始日                                                                                              | 配信時間                   | 配信サイト | 備考                     |
| --- | -------------------------- | --- | ------------------------ |
| 2025年4月4日                                                                                            | 金曜 2:04（木曜深夜） 更新 | YouTube TBS FREE TVer                                                                                                | 最新話期間限定無料配信   |
| 2025年4月11日                                                                                           | 金曜 0:00（木曜深夜） 更新 | バンダイチャンネル                                                                                                   | 見放題配信               |
| | 金曜 2:00（木曜深夜） 更新 | dアニメストア DMM TV U-NEXT                                                                                          | 見放題配信               |
| | （順次更新）               | ABEMA Amazon Prime Video FOD Hulu J:COM STREAM milplus TELASA Lemino                                                 | 見放題配信               |
| |                            | Amazon Prime Video J:COM STREAM milplus TELASA バンダイチャンネル HAPPY!動画 VIDEX ビデオマーケット ムービーフルPlus | 都度課金（レンタル）配信 |
| 2025年4月11日より配信を開始したサイトでは、各エピソードをTBSテレビでの放送終了1週間後から配信している。 |                            | |                          |

### コラボレーション
2025年8月15日（14日深夜）に放送された第20話「ミクちゃんとなつフェス」には、コラボ企画として初音ミク（OriginalCV：藤田咲）が劇中に登場。テーマソングとして、本作品のために書き下ろされた初音ミクの楽曲「ネギソルジャー」が使用された。また、コラボグッズの販売も予定されている。
| TBSテレビ 金曜 1:58 - 2:04（木曜深夜）                            | TBSテレビ 金曜 1:58 - 2:04（木曜深夜） | TBSテレビ 金曜 1:58 - 2:04（木曜深夜） |
| 前番組                                                            | 番組名                                 | 次番組                                 |
| ----------------------------------------------------------------- | -------------------------------------- | -------------------------------------- |
| トリリオンゲーム （2024年10月4日 - 2025年3月28日） - ※1:58 - 2:28 | ンめねこ （2025年4月4日 - ）           | -                                      |